# Condado de Brunswick (Virgínia)
O Condado de Brunswick é um dos 95 condados do estado americano de Virgínia. A sede do condado é Lawrenceville, e sua maior cidade é Lawrenceville. O condado possui uma área de 1 475 km² (dos quais 8 km² estão cobertos por água), uma população de 18 419 habitantes, e uma densidade populacional de 13 hab/km² (segundo o censo nacional de 2000). O condado foi fundado em 1720.